# Phú Thọ (Quảng Nam)
Phú Thọ is een xã in het district Quế Sơn, een van de districten in de Vietnamese provincie Quảng Nam. Phú Thọ heeft ruim 6000 inwoners op een oppervlakte van 25,1 km².

## Geschiedenis
Phú Thọ is in 1988 opgericht.

## Geografie en topografie
Phú Thọ ligt in het oosten van Quế Sơn. In het oosten en het zuiden grenst het aan de huyện Thăng Bình. De Ly Ly vormt hier de grens tussen Quế Sơn en Thăng Bình. De xã's in Thăng Bình die aan Phú Thọ grenzen zijn Bình Quý en Bình Định Bắc. Verder grenzen nog drie xã's in Quế Sơn aan Phú Thọ. Dit zijn Quế Thuận, Quế Xuân 2 en Quế Cường.

## Verkeer en vervoer
Een belangrijke verkeersader is de Tỉnh lộ 611. Deze weg verbindt de Quốc lộ 1A in Hương An met Quế Trung in huyện Nông Sơn. Ook de Spoorlijn Hanoi - Ho Chi Minhstad gaat door Phú Thọ. Phú Thọ heeft geen spoorwegstation aan deze spoorlijn.